# Rian Gerritsen
Rian Gerritsen (Babberich, 24 november 1971) is een Nederlandse actrice.
Gerritsen is afkomstig uit Gelderland. In 1997 studeerde ze af aan de Toneelschool Arnhem. Sindsdien speelde ze jaarlijks meerdere producties in het theater met gezelschappen als Het Nationale Toneel, Theater Gnaffel en De Toneelmakerij.
Ze is onder meer bekend door haar rollen in de televisieseries Van Speijk (als agente Helga Kuiper) en Dokter Deen (als doktersassistente Gerda Pancras).
In 2024 deed Gerritsen mee aan seizoen 24 van Wie is de Mol?. Ze viel af in de achtste aflevering.

## Filmografie
- Bitches (televisieserie, 2005), als Janneke
- Langer licht (2006), als Sandra
- Kinderen geen bezwaar (televisieserie, 2006), als Patricia
- Van Speijk (televisieserie, 2006-2007), als Helga Kuiper
- De co-assistent (televisieserie, 2007), als mevrouw Bakker
- Bennie Stout (2011), als moeder Maria
- SpangaS (televisieserie, 2011-2012), als Els Bogaarts, moeder van Charley
- Bowy is inside (tv-film, 2012), als moeder
- Move On (Engelse film uit 2012 met Mads Mikkelsen), als hotelvrouw
- De wederopstanding van een klootzak (2013), als Lotte
- Levenslied (televisieserie, 2011), als Cindy
- Bedtijd (televisieminiserie, 2013), als Marleen
- Dokter Deen (televisieserie, 2012-2018), als Gerda Pancras[1]
- Celblok H (televisieserie, 2014-2015), als Tanja Richter
- Lost in the Game (televisieserie, 2016), als Gaja
- Dokter Tinus (televisieserie, 2017), als Kitty Kuipers
- Familie Kruys (televisieserie, 2018), als Laura
- Two little Italians (film, 2018), als Anke
- De Luizenmoeder (televisieserie, 2018-2019), als Kim
- Dit zijn wij (televisieserie, 2019), als spreker in afvalkliniek
- Engel (film, 2020), als vuilnisvrouw
- Luizenmoeder (film, 2021), als Kim
- De Sterfshow (film, 2021), als buurvrouw Lies
- Het jaar van Fortuyn (2022), als Marja, buurvrouw van Volkert van der Graaf
- De Bellinga's: Huis op stelten (2022), als Sam
- Five Live (televisieserie) (2022), als Brenda Jutting
- Goede tijden, slechte tijden (2023), als Gabrielle Rensema
- Hotel Hollandia (2023), als Caroline van der Plas
- PATTY (2024), als kassière tankstation
- De Bellinga's: Pretpark op stelten (2024), als Sam
- Bad Boa's (2025), als Janet